# Iuliu Maniu
Iuliu Maniu, egyes magyar forrásokban Maniu Gyula Szilágysomlyó, 1873. január 8. – Máramarossziget, 1953. február 5.) erdélyi román jogász, politikus, Románia miniszterelnöke.

## Élete

### Családja, tanulmányai, fiatal évei
Szilágysomlyó közelében, egy görögkatolikus vallású, vagyonos nemesi családba született. Édesapja, Ioan Maniu Pesten és Bécsben végezte iskoláit. Újságíró és törvényszéki tisztségviselő lett. Édesanyja Clara Coroianu, apai nagyanyjának öccse, Simion Bărnuțiu erdélyi származású román történész, akadémikus, filozófus, jogász és liberális politikus volt, akinek gondolatisága, törekvései egész életében hatással voltak rá. A család a szilágybadacsonyi földbirtokhoz újabb földet vásárolt, és építkeztek is, de nem sokkal születése után Zilahra költöztek. Badacsony a család központi lakóhelye, temetkezési helye maradt. – Tanulmányait Balázsfalva elemi iskolájában kezdte, majd harmadik osztálytól a Zilahi Polgári Fiúiskolában folytatta, a középiskolát a Zilahi Református Kollégiumban végezte, majd joghallgató volt a kolozsvári, a budapest és a Bécsi Egyetemen. Ügyvédi képesítését szerzett, és jogi doktor lett Budapesten (1896). A balázsfalvi Román Görög-Katolikus Érsekség és egyházmegye jogtanácsosaként dolgozott. Balázsfalván ügyvédi munkája mellett a görögkatolikus papnevelőben jogot oktatott (1898. október–1915).

### A politikus

#### Az Osztrák-Magyar Monarchiában
Feladatának, kötelességének tartott minden olyan tevékenységet, amellyel az erdélyi románság körülményein javíthatott, politikai szerepét növelhette, s kedvezőbb állami státuszhelyzetének rendezéséhez járulhatott hozzá. Ez a törekvés mint családi hagyomány élt benne. – Budapesti egyetemistaként részt vett a városban élő román fiatalok Petru Maior Diákegylete tevékenységében, és később annak elnöke lett. Az egyletet képviselte a moldvai Románvásárban tartott Román Diákok Kongresszusán (1892).
Tanulmányai befejezése után, különleges politikai tehetsége elismeréseként, 24 évesen, beválasztották a Román Nemzeti Párt Központi Bizottságába (1897), majd a Párt alelnöke lett (1904). – Az új politikai taktikát, az aktivizmust, elfogadta és annak támogatójaként – második próbálkozásra – mint Alsó-Fehér megye (Alvinc) képviselője bekerült a magyarországi országgyűlésbe, ahol a következő választásig, pártja politikai céljainak megfelelően, állhatatos szívóssággal tevékenykedett (Maniu Gyula – 1906–1910). – Kitartóan részt vett Tisza Istvánnak az erdélyi románokkal kezdeményezett tárgyalásain (1913), de kapcsolatban állt a Ferenc Ferdinánd körül tömörülő politikai csoporttal is, és komolyan érdeklődött az ún. Nagy-ausztriai Egyesült Államok szövetségi állam (Vereinigte Staaten von Groß-Österreich) terve iránt.
Az első világháború kitörését követően hadkötelezetté vált, s a nagyszebeni tisztiiskolában történt hat hónapos kiképzése után az olasz frontra került. Az Osztrák–Magyar Monarchia összeomlása idején, október végén Bécsben, tüzérségi hadnagyként létrehozta az Erdélyi Románok Nemzeti Tanácsát, illetve a Román Katonák és Tisztek Szenátusát A magyarországi őszirózsás forradalom után a Károlyi Mihály-kormánya által kezdeményezett, és a Jászi Oszkár vezette novemberi, aradi tanácskozásokba (1918. november 13–14.) a második napon, 14-én kapcsolódott be. Beszéde világossá tette a magyar küldöttség számára a Román Nemzeti Tanács szándékát: a teljes elszakadást Magyarországtól.
„Mi románok magunkat mindig nemzetnek tekintettük, ezen nemzeti mivoltunk következetesen hangsúlyozva lett. Most annyi évszázad után oda fejlődtek a dolgok, hogy a mi álláspontunk győzött az általános felfogásban, amidőn Wilson kijelentette, hogy egy öntudatra ébredt nép nemzetnek tekinthető, amelynek részére minden jog megadandó. Ennek következtében mi abban a percben, amikor ez a világfelfogás győzelemre jutott és azt Magyarország hivatalos tényezői is elfogadták, attól kezdve mi nemcsak teoretice, hanem gyakorlatilag is nemzetnek tekintettük magunkat. Mi nem képzelhetünk olyan nemzetet és olyan szuverenitást, amelynek attribútumai között ne volna meg a közigazgatási és végrehajtó hatalom is. Ezért akartuk mi hatalmunkba venni a végrehajtó hatalmat… az önrendelkezési jog nem községek, nem enklávék, hanem népek, területileg összefüggő, egységesen lakó nemzetek részére van elismerve… Mi jogot tartunk azon összes erdélyi és magyarországi területekre, amelyeken a románok mint geográfiailag összefüggő kompakt nép és nemzet laknak, úgy amint az ennek a népnek és nemzetnek tradíciójában is él.”
Szervezte és jelen volt a magyarországi (erdélyi) románok Gyulafehérvárra összehívott nemzetgyűlésén (nagygyűlésén), ahol határozatilag kinyilvánították Magyarországtól, a magyarországi köztársaságtól történő elszakadásukat és a Román Királysággal való egyesülésüket (1918. december 1.).

#### Romániában

##### 1918–1940

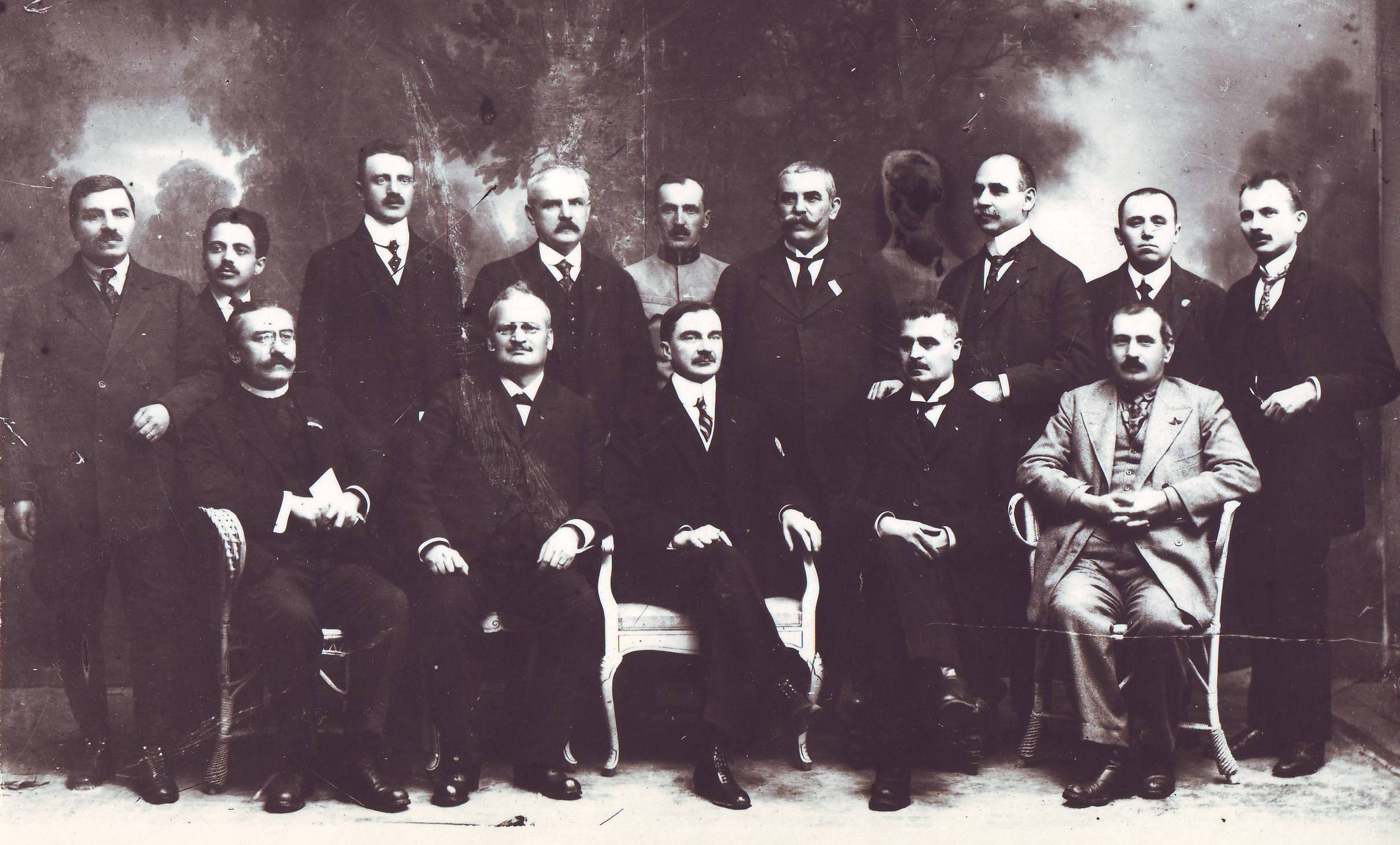
Erdélyi kormányzótanács
(középen Iuliu Maniu a tanács vezetője)

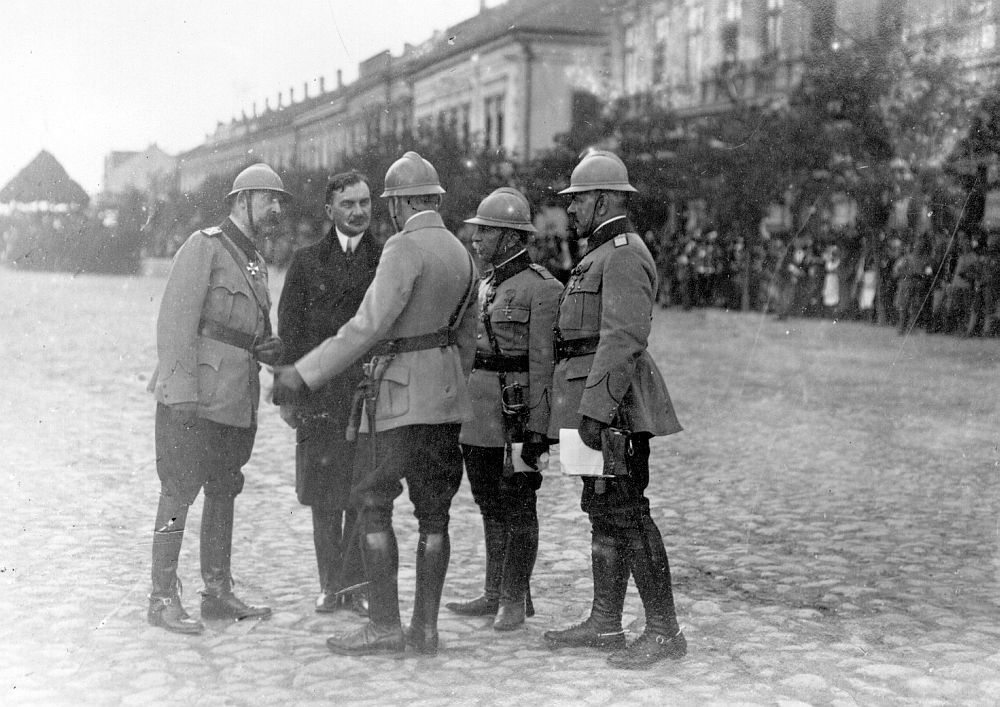
Találkozás Ferdinánd román királlyal
1919. május 23. – Békéscsaba
(háttal a király, körülötte 3 tábornok; jobbról Maniu mellett Mărdărescu tábornok, aki 1920-ban elrendelte a város teljes kiürítését, a lakosság román területre költözését)

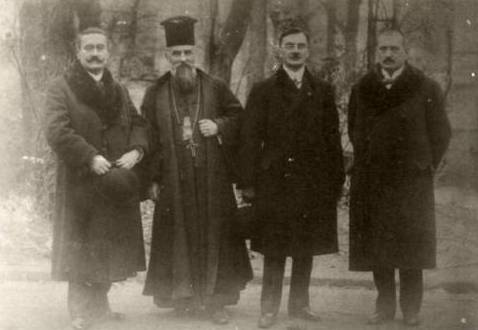
Miron Cristea pátriárka
és a Román Nemzeti Párt vezetői

A gyulafehérvári nagygyűlést követően létrejött Erdélyben a kormányzótanács (Consiliu Dirigent al Transilvaniei), melynek vezetője lett (1918. december 2.). A tanács működése egész ideje alatt – módosuló cselekvési lehetőségekkel – a román csapatok által folyamatosan megszállt országrész ideiglenes kormányzati teendőit látta el. Az államhatalom-váltás közigazgatási irányítója volt. Előbb Nagyszebenben, utóbb, önfeloszlatásáig (1920. április 10.) Kolozsvárt működött.
Erdély Romániával történő egyesülése után továbbra is a Román Nemzeti Párt (PNR) alelnöke maradt, ám rövid idő múlva, 46 évesen, a Párt elnöke lett (1919. augusztus 9.) A Nemzeti Liberális Párt (Partidului Național Liberal vagy PNL) vezetése a két párt fúzióját ajánlotta, de ő elutasította az egyesülést a liberálisokkal. – Az első országosan közös parlamenti választások eredményeként a PNT lett a román képviselőház legerősebb pártja (1919. november 8.). Így képviselőjeként bekerült a romániai parlamentben, ahol megszakítás nélkül, közel két évtizeden keresztül politizált (1919–1938).
Határozottan ellenezte, és sikerrel lépett fel a Párton belül jelentkező, a Párt megszüntetést akaró törekvésekkel. Szerintük, Erdély Romániával történt egyesítésével a Párt befejezte küldetését, teljesítette feladatát; a Párt lépjen fúzióra egy regáti (óromániai, ókirálysági) párttal és szüntessék be az önálló működést. Mint pártelnök, ekkor még határozottan úgy vélte: továbbra is szükség van egy olyan önálló pártra, amely főként az erdélyi románok érdekeit képviseli Romániában (1919 vége). – Az első választási siker ellenére rövidesen ellenzékbe kerültek (1920); alapjaiban még a kormányzótanácsban irányításával kidolgozott földtörvényt sem szavazták meg a parlamentben (1921). – Folyamatosan szembehelyezkedett a Kárpátokon túlra is terjeszkedő liberális pártiakkal. Erdély számára külön minisztériumot követelt, s azt, hogy a liberálisok zárják be erdélyi fiókszervezeteiket. A liberális pártvezetők továbbra is többször kezdeményeztek együttműködést pártjaik között, amiket következetesen elutasított.
A Román Királyság (Nagy-Románia) Alkotmányozó Nemzetgyűlését nem ismerte el. A választási visszaélésekre hivatkozva kizárólag liberális képződménynek tekintette azt. Nem kapcsolódott be az alkotmányozás folyamatába, s az alkotmányt sem szavazta meg (1923). – Az állandósuló politikai konfliktusok mégis arra késztették, hogy a liberálisok politikáját ellenző, nem-erdélyi politikai erővel szövetkezzék. Így a Román Nemzeti Párt (PNR) és a Ion Mihalache által vezetett regáti Paraszt Párt (Partidul Ţărănesc PT) fúziójából jött létre az egész országra kiterjedő politikai céllal, érdekképviseleti igénnyel és feladatokkal a Nemzeti Parasztpárt (Partidul Naţional Ţărănesc rövidítése PNT!). Az új párt elnöke lett (1926. október 10.)
A belső politikai válságokkal küzdő országban az országos tevékenységet folytató és megerősödő Párt vezetőjeként három alkalommal volt Románia miniszterelnöke (1928. november 10.–1930. június 7.; 1930. június 13.–1930. október 10.; 1932. október 20.–1933. január 14.).
Politikáját a demokratikus államrend minél teljesebb megvalósításáért, erősítésért való küzdelem, s amikor szükség volt rá, akkor az előbb már kialakult demokratikus politikai sajátosságok védelméért, illetve a demokratikus jogállam helyreállításért való harc jellemezte. Ugyanakkor arra törekedett, hogy a Párt ne veszítsen politikai támogatottságából, erejéből; ne morzsolódjék fel.

##### 1940–1947
A második világháború elején jelentős területek elkerültek Romániától (1940 nyár és ősz). A következő években az ország területcsökkenését eredményező döntések revíziója nemcsak külpolitikai, de belpolitikai törekvéseinek is központi feladatát jelentette. Nagy-Románia újraélesztését, újraszervezését kívánta. – Vezetése alatt „Pro Transilvania” néven társaság alakult, melyben több párt képviseltette magát. Az egyesület célja a második bécsi döntés semmissé tételének elérése, az Észak-Erdély területének Romániához visszacsatolása volt. Dél-Erdélyben és a Bánságban különösen sikeresen politizáltak. A területek lakossága ismerte tevékenységüket. A románság elfogadta, támogatta őket. A Kolozsvárról Nagyszebenbe települt Ferdinánd Király Tudományegyetem a mozgalom központja lett. Ebben az időben jelentősen csökkent Dél-Erdély magyar lakossága. – Besszarábia területének szovjet elfoglalása (1940) erősítette bizalmatlanságát a szovjet kormány politikájában. Románia állami, politikai függetlenségét féltette, tartott a Szovjetunió agressziójától.
Az ország szempontjából sorsdöntő, kül- és belpolitikai fordulatot eredményező események előkészítői, sikeres megvalósítói közé tartozott (1944. augusztus 23.). – A katonai diktatúra bukását, a demokratikus alkotmányos rend visszaállítását és az ország háborúból történt „kiugrását” követően a Constantin Sănătescu 1.kormányában kinevezett államminiszter lett (1944. augusztus 24. – 1944. november 4.). A koalíciós jellegű kormányt a Nemzeti Parasztpárt és a Nemzeti Liberális Párt uralta. A Nemzeti Parasztpárt erőteljes támogatással rendelkezett a falvakban, és népszerű volt a középosztály demokratikus tagjai közt éppúgy, mint a jobboldali értelmiségiek, vagy a nacionalisták körében. Ő mindenhol ismert és legtöbb helyen elismert, politikai tekintély volt.
A román hadseregnek részt kellett vennie, s részt is kívánt venni Észak-Erdély „felszabadításában”. Csatlakozott a Szovjetunió Vörös Hadseregéhez, annak volt alárendelve. – Az 1. Sănătescu-kabinet kormányzása idején több olyan rendelkezés született, amely az észak-erdélyi területen a német és a magyar nemzetiségű lakosok mindennapi életének ellenőrzését, korlátozását, illetve az elmenekült román közigazgatás minél előbbi újra szervezést, a lakosság visszatelepülését szolgálta volna. A feladatok gyors és hatékony megvalósításához a fővárosban, de vidéken is önkéntesekből, félregulális (fegyverrel is rendelkező) szabadcsapatok szerveződtek.{ A szabadcsapatokká alakuló egy-egy csoport/ok nem hivatalos megnevezése „Maniu-gárda” lett. A gárdisták törvénytelenségek sokaságát – rablásokat, gyilkosságokat – követték el Észak-Erdélyben, de Erdély más vidékein is a magyarok ellen. – Az önkéntesekről, azok szerveződéséről a kormány magas-beosztású tagjaként tudnia kellett. Volt olyan fegyverrel rendelkező szabadcsapat, amelynek vezetőjét személyesen ismerte. Ugyanakkor senki sem kérte ki, és ő nem is adta személyes hozzájárulását ahhoz, hogy bármely gárda a nevét használja megnevezésében. A későbbiekben, a hatalomra törő és hatalomra jutó kommunisták, sem akkor, sem később, nem kívánták következetes jogi, és történeti feltárását, tisztázását: miért és hogyan tapadtak az 1944. őszi magyarellenes szabadcsapatok megtorló kegyetlenkedései a legjelentősebb parlamenti ellenfelükként fellépő Nemzeti Parasztpárt elnökének nevéhez. A Szövetséges Ellenőrző Bizottság a szervezkedést nem akadályozta meg, és a gyilkosságsorozat megkezdését elnézte. Később a szovjet csapatok vezetőinek „támogatását” is felhasználva a kommunisták a nemzetiségek igazi védelmezőjének szerepében léptek fel. Sajtókampánnyal igyekeztek lejáratni – az elnökén keresztül – a Nemzeti Parasztpártot. Utóbb hallgattak az eseményekről.
Nem volt jelen Moszkvában a szovjet–román fegyverszüneti tárgyalásokon (1944. szeptember 12.–13). Pártja nem kapott képviseletet a 2. világháborút lezáró békeszerződés-szöveg kidolgozásának román delegációjába, majd a párizsi békeszerződések aláírásánál (1947. február 17.).
A politikai fordulat után pár nappal a Szövetséges Ellenőrző Bizottság nevében a Szovjetunió gyakorolta a hatalmat az országban (1944. augusztus 31.). Megkezdődött az ország szovjetesítése. A fasiszta rendszer felszámolásával párhuzamban – és gyakran annak ürügyén – megkezdődött a polgári erők kiszorítása a hatalomból. A Szovjetunió segítő támogatásával (irányításával) megerősödött a Román Kommunista Párt (Partidul Comunist Român), s felmorzsolódott a polgári demokratikus intézményrendszer, gyorsan haladt az ország az egypárti politikai berendezkedés felé. – Csalással ugyan, de a választás során többséget szerzett a baloldal (Blocul Partidelor Democrate) a parlamentben (1946. november 19.). Ez a politikai győzelem a Román Kommunista Párt hatalomra kerülését jelentette, hiszen a kommunisták pártja volt a győztes baloldali blokk meghatározó pártja. 

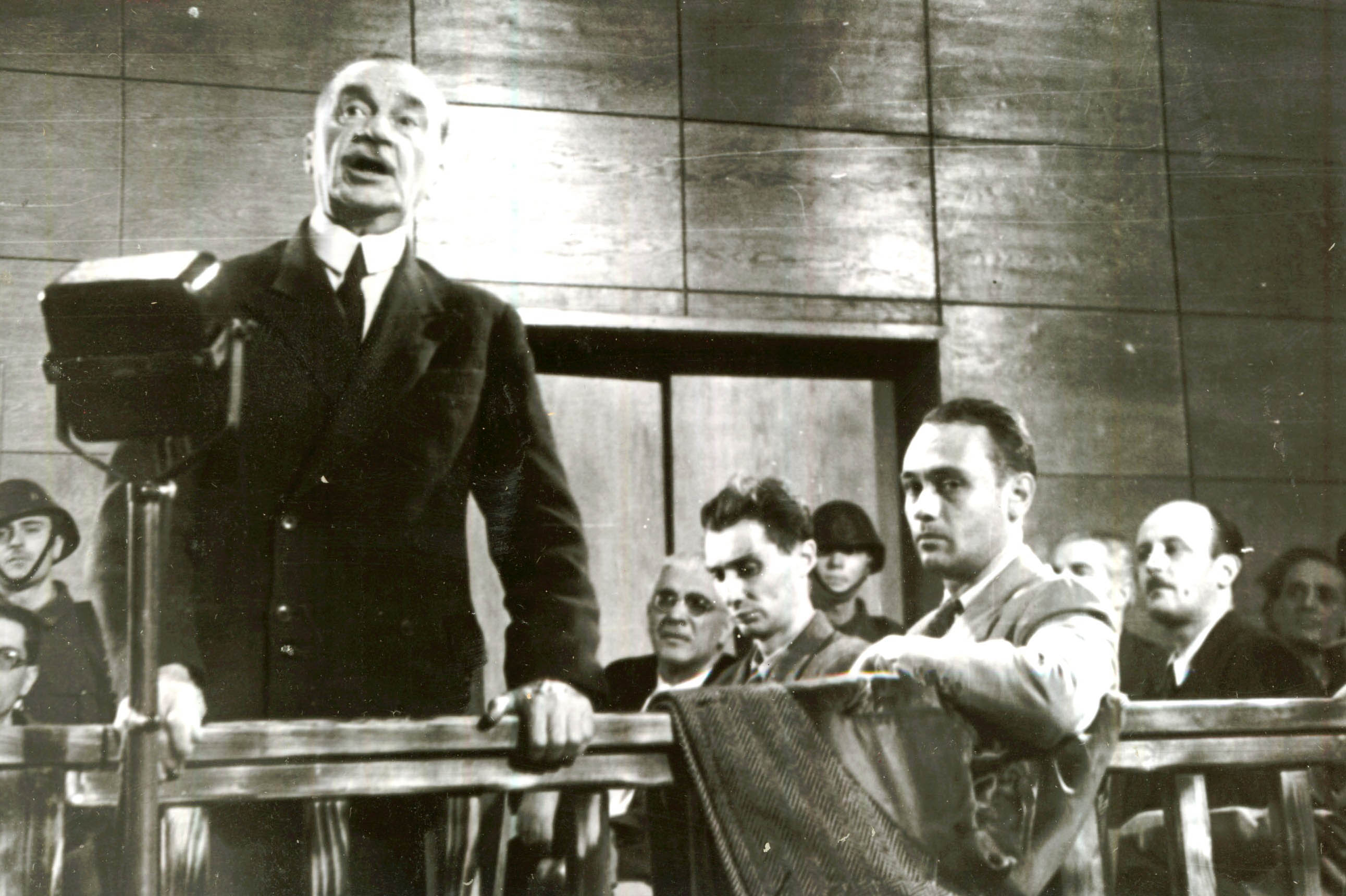
„Az utolsó szó jogán…”
1947. november 11.

A Nemzeti Parasztpárt mint ellenzéki párt a kommunista, a szovjettípusú, egy-pártrendszeren kiépülő államhatalom tovább építésének legfőbb politikai akadálya lett. A választási eredmény és a Párt (vezetői) elleni propagandahadjárat tömeghatása lehetőséget teremtett arra, hogy egy sikerrel végrehajtott provokáció után (1947. július 14., Tămădău-ügy) a Nemzeti Parasztpárt parlamenti képviselőit mentelmi joguktól megfosszák (1947. július 19.), a Párt működését törvényen kívül helyezzék, a vezetőket letartóztassák. Az elkövetkező hónapokban többjüket évekig tartó börtönbüntetésre, őt, egy katonai bíróság „hazaárulás, az angol-amerikaiaknak kémkedés és felkelés kirobbantásának szándéka” vádjával életfogytiglani kényszermunkára, majd megváltoztatva azt az élete végéig tartó börtönre ítélte (1947. október 30.–1947. november 11.).

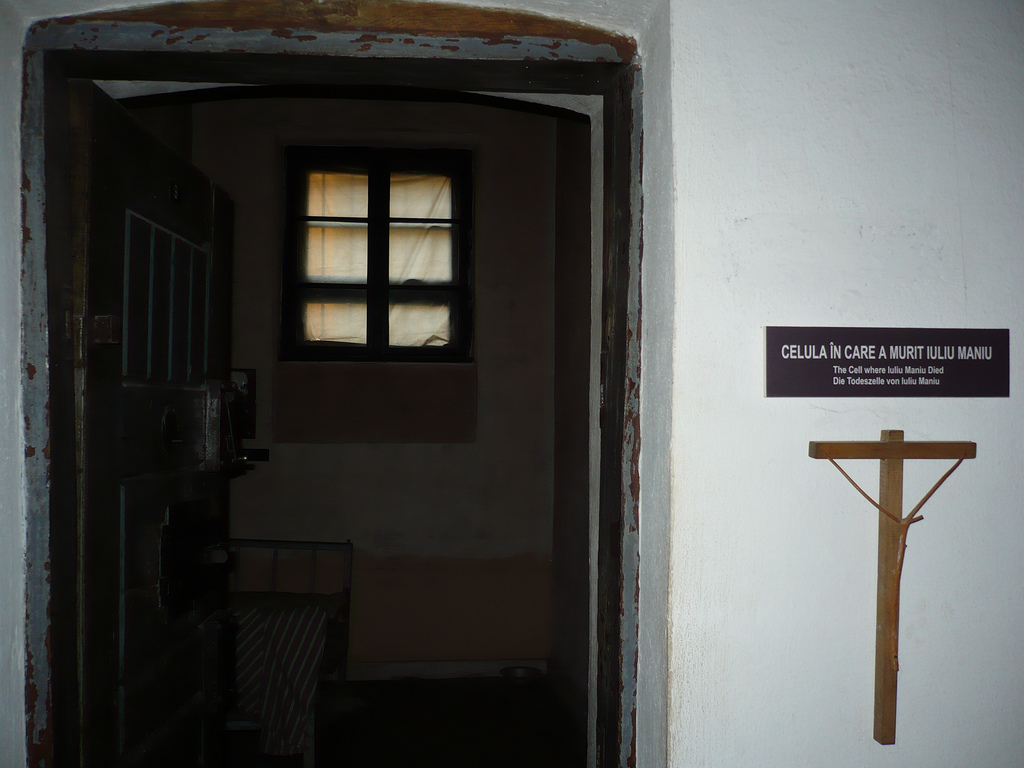
Börtöncellája Máramarosszigeten

### Halála
A Nemzeti Parasztpárt elítélt vezetőivel együtt előbb (1947. november 27-től) a galaţi-i börtönben őrizték, majd több társával átvitték a máramarosszigeti börtönbe (1950. augusztus 14.). Szigorú felügyelettel magánzárkában elkülönítették, de Szigeten volt olyan időszak is, amikor Ion Mihalacheval volt egy helyiségben. Legyengülve, betegen, a cellájában elhagyottan, 80 éves korában halt meg (1953. február 5.) – Holttestét ismeretlen helyen, a rabok akkori és ottani temetési módjának megfelelően, egy gödörbe dobták. (Lehetséges, hogy Máramarosszigeten az ún. Szegények temetőjébe hantolhatták el, ám senki nem tudja azonosítani a helyet, ami lehetett akár a börtön udvara, de a téli Tisza jege alá is kerülhetett a teste.) Halálának pontos ideje csak évek múlva a börtönben kiállított halotti anyakönyvi igazolásból vált ismertté (1957).

## Emlékezete
- Szilágybadacsonyban a Maniu ház és múzeum – a családi temetőhelyen jelképes sírja található.
- Máramarosszigeten a Kommunizmus Áldozatainak Emlékmúzeuma (Memorialul Victimelor Comunismului şi al Rezistenţei) – földszint 9-es szoba.
- Emlékmű (szobor) Bukarestben a Forradalom terén (Piaţa Revoluţiei) – felavatták 1998. december 1-jén; Mircea Spataru Cornelius szobrász alkotása.
- Intézmények (iskolák) viselik nevét.
- A városokban utcák, terek kapták a nevét.